# Peter Whitehead
Peter Whitehead (ur. 12 listopada 1914 roku w Menston, zm. 21 września 1958 w Lasalle) – był brytyjskim kierowcą wyścigowym, wygrał wyścig 24 godziny Le Mans w 1951 roku.
W latach 1950–1954 wystartował w 10 wyścigach Formuły 1. Najlepszym wynikiem było trzecie miejsce podczas Grand Prix Francji w 1950. W latach 1950–1958 natomiast wystartował w ośmiu edycjach wyścigu 24 godziny Le Mans. Wygrał go w 1951 roku, a w 1958 zajął w nim drugie miejsce.
Zginął w wyścigu Tour de France Automobile w 1958 roku.

## Wyniki

### Formuła 1
| Legenda oznaczeń w tabelach wyników Wyświetl szablon na nowej stronie | Legenda oznaczeń w tabelach wyników Wyświetl szablon na nowej stronie                                                                     |
| Oznaczenie                                                            | Wyjaśnienie |
| --------------------------------------------------------------------- | --- |
| Złoty                                                                 | Zwycięzca lub mistrzostwo |
| Srebrny                                                               | 2. miejsce lub wicemistrzostwo |
| Brązowy                                                               | 3. miejsce lub II wicemistrzostwo |
| Zielony                                                               | Ukończył, punktował (w klasyfikacji generalnej, gdy zdobył co najmniej jeden punkt na przestrzeni sezonu, poza trzema powyższymi opcjami) |
| Niebieski                                                             | Ukończył, nie punktował (w klasyfikacji generalnej, gdy nie zdobył co najmniej jednego punktu na przestrzeni sezonu)                      |
| Czerwony                                                              | Nie zakwalifikował się (NZ) |
| Czerwony                                                              | Nie prekwalifikował się (NPK) |
| Różowy                                                                | Nie ukończył (NU) |
| Różowy                                                                | Niesklasyfikowany (NS) (w klasyfikacji generalnej, gdy nie został sklasyfikowany w żadnym wyścigu sezonu)                                 |
| Czarny                                                                | Zdyskwalifikowany (DK) |
| Czarny                                                                | Wykluczony (WYK/EX) |
| Biały                                                                 | Nie wystartował (NW) |
| Biały                                                                 | Kontuzjowany (K/INJ) |
| Biały                                                                 | Wyścig odwołany (OD/C) |
| Bez koloru                                                            | Został wycofany (WYC/WD) |
| Bez koloru                                                            | Nie przybył (NP/DNA) |
| Bez koloru                                                            | Nie brał udziału w treningach (NT/DNP) |
| Bez koloru                                                            | Nie został zgłoszony (–) |
| Pogrubienie                                                           | Start z pole position |
| Kursywa                                                               | Najszybsze okrążenie wyścigu |
| †                                                                     | Nie ukończył, ale jego rezultat został zaliczony ze względu na przejechanie więcej niż 90% dystansu wyścigu.                              |
| *                                                                     | Sezon w trakcie |
| 1/2/3                                                                 | Punktowana pozycja w sprincie kwalifikacyjnym                                                                                             |
| Lista systemów punktacji Formuły 1                                    | |

| Rok  | Zespół          | Samochód                | Wyniki w poszczególnych eliminacjach | Wyniki w poszczególnych eliminacjach | Wyniki w poszczególnych eliminacjach | Wyniki w poszczególnych eliminacjach | Wyniki w poszczególnych eliminacjach | Wyniki w poszczególnych eliminacjach | Wyniki w poszczególnych eliminacjach | Wyniki w poszczególnych eliminacjach | Wyniki w poszczególnych eliminacjach | Pkt. | Msc. |
| ---- | --------------- | ----------------------- | ------------------------------------ | ------------------------------------ | ------------------------------------ | ------------------------------------ | ------------------------------------ | ------------------------------------ | ------------------------------------ | ------------------------------------ | ------------------------------------ | ---- | ---- |
| 1950 | Peter Whitehead | Ferrari 125             | GBR                                  | MCO                                  | USA                                  | SUI                                  | BEL                                  | FRA                                  | ITA                                  |                                      |                                      | 4    | 9    |
| 1950 | Peter Whitehead | Ferrari 125             | –                                    | NW                                   | –                                    | NP                                   | –                                    | 3                                    | 7                                    |                                      |                                      | 4    | 9    |
| 1951 | Peter Whitehead | Ferrari 125             | SUI                                  | USA                                  | BEL                                  | FRA                                  | GBR                                  | DEU                                  | ITA                                  | ESP                                  |                                      | 0    | NS   |
| 1951 | Peter Whitehead | Ferrari 125             | NU                                   | –                                    | –                                    | NU                                   | –                                    | –                                    | NU                                   | NP                                   |                                      | 0    | NS   |
| 1951 | G A Vandervell  | Ferrari 375             | –                                    | –                                    | –                                    | –                                    | 9                                    | –                                    | –                                    | –                                    |                                      | 0    | NS   |
| 1952 | Peter Whitehead | Alta F2 Ferrari 125/166 | SUI                                  | USA                                  | BEL                                  | FRA                                  | GBR                                  | DEU                                  | NED                                  | ITA                                  |                                      | 0    | NS   |
| 1952 | Peter Whitehead | Alta F2 Ferrari 125/166 | –                                    | –                                    | –                                    | NU                                   | 10                                   | –                                    | –                                    | NZ                                   |                                      | 0    | NS   |
| 1953 | Atlantic Stable | Cooper T24              | ARG                                  | USA                                  | NED                                  | BEL                                  | FRA                                  | GBR                                  | DEU                                  | SUI                                  | ITA                                  | 0    | NS   |
| 1953 | Atlantic Stable | Cooper T24              | –                                    | –                                    | –                                    | –                                    | –                                    | 9                                    | –                                    | –                                    | –                                    | 0    | NS   |
| 1954 | Peter Whitehead | Cooper T24              | ARG                                  | USA                                  | BEL                                  | FRA                                  | GBR                                  | DEU                                  | SUI                                  | ITA                                  | ESP                                  | 0    | NS   |
| 1954 | Peter Whitehead | Cooper T24              | –                                    | –                                    | –                                    | –                                    | NU                                   | –                                    | –                                    | –                                    | –                                    | 0    | NS   |